# Capitão América: Admirável Mundo Novo
Captain America: Brave New World (bra/prt: Capitão América: Admirável Mundo Novo) é um filme de super-herói estadunidense de 2025 baseado no personagem Sam Wilson / Capitão América, da Marvel Comics. Produzido pela Marvel Studios e distribuído pela Walt Disney Studios Motion Pictures, será uma quarta sequência dos filmes do Capitão América, uma continuação da série The Falcon and the Winter Soldier (2021) e o trigésimo quinto filme do Universo Cinematográfico Marvel. O filme é dirigido por Julius Onah, a partir de um roteiro de Rob Edwards e da equipe de roteiristas com Malcolm Spellman, Dalan Musson, Onah e Peter Glanz. É estrelado por Anthony Mackie como Sam Wilson / Capitão América, junto com Danny Ramirez, Shira Haas, Carl Lumbly, Xosha Roquemore, Giancarlo Esposito, Liv Tyler, Tim Blake Nelson e Harrison Ford. No filme, Sam investiga uma conspiração envolvendo o presidente Thaddeus Ross (Ford).
Captain America: Civil War (2016) foi considerado o fim da trilogia do Capitão América estrelada por Chris Evans como Steve Rogers, e Sam Wilson se tornou o novo Capitão América em The Falcon and the Winter Soldier. Os roteiristas da série, Spellman e Musson, estavam escrevendo um novo filme do Capitão América em abril de 2021. Mackie assinou contrato para o filme naquele mês de agosto, Onah entrou para filme em julho de 2022, e o título foi revelado como Captain America: New World Order no final daquele mês. Membros adicionais do elenco ingressaram no final de 2022. Nelson voltou do segundo filme do MCU, The Incredible Hulk (2008), e Ford substituiu William Hurt como Thaddeus Ross após a morte de Hurt. Ross se torna o presidente dos Estados Unidos e o superpoderoso Hulk Vermelho do filme. As filmagens ocorreram de março a junho de 2023 no Trilith Studios em Atlanta, Geórgia, com filmagens adicionais em Washington, D.C.. O subtítulo foi alterada para Brave New World durante as filmagens. Orton ingressou em dezembro de 2023 para escrever material para as refilmagens, que começaram no final de maio de 2024. O envolvimento de Edwards e Glanz foi revelado em dezembro.
Captain America: Brave New World estreou em 11 de fevereiro de 2025, no TCL Chinese Theatre em Los Angeles, Califórnia, e foi lançado nos Estados Unidos em 14 de fevereiro como parte da Fase Cinco do UCM. Arrecadou 415 milhões de dólares em todo o mundo e recebeu críticas mistas por sua história, conexões com outros projetos do MCU e efeitos visuais. As performances, especialmente as de Mackie e Ford, receberam elogios.

## Enredo
Cinco meses depois de Thaddeus Ross ser eleito presidente dos Estados Unidos, ele envia Sam Wilson e Joaquin Torres – os novos Capitão América e Falcão, respectivamente – para Oaxaca, no México, para impedir a venda ilegal de itens confidenciais roubados pela Sociedade da Serpente, uma equipe de operações especiais desonesta liderada por Coral. Eles recuperam os itens, mas Coral escapa. Torres está animado para assumir o antigo manto de Sam, mas Sam está hesitante em envolver Torres em missões perigosas devido a dupla não ter superpoderes como o ex-Capitão América, Steve Rogers. Após a missão, Sam e Torres treinam com Isaiah Bradley, um super soldado que foi preso e submetido a experiências pelo governo dos EUA.
Ross convida Wilson e Torres para uma cúpula com líderes mundiais na Casa Branca, e Sam aceita com a condição de que Isaiah também seja convidado. Ross pede a Sam para ajudá-lo a reformar os Vingadores. Durante a cúpula, Ross explica que um novo metal, o adamantium, foi descoberto na "Ilha Celestial", que se formou quando o Celestial Tiamut emergiu no Oceano Índico. Os itens recuperados foram as primeiras amostras refinadas do metal e foram roubados de uma mineração japonesa. Para evitar uma corrida armamentista, Ross propõe um tratado para governar a mineração e distribuição de adamantium. Enquanto ele discursa, a música "Mr. Blue" toca e faz com que vários homens, incluindo Isaiah, comecem a atirar em Ross e outros dignitários. Detidos pela chefe de segurança de Ross, a ex-viúva negra, Ruth Bat-Seraph, os homens recuperam os sentidos e negam qualquer conhecimento do ataque.
Durante a investigação, Sam é emboscado por Coral e o captura. Torres rastreia uma ligação no telefone de Coral para um site secreto escondido na Virgínia Ocidental chamado Camp Echo One. Ross tenta salvar o tratado, mas o governo japonês o culpa pelo roubo de seu adamantium e pelo subsequente ataque à Casa Branca. Ross percebe que o cérebro desses eventos é o Dr. Samuel Sterns, que ganhou inteligência avançada após ser exposto ao sangue de Bruce Banner durante a destruição causada pelo Abominável no Harlem. Ross prendeu Sterns no Camp Echo One, culpou-o publicamente pelas ações do Abominável e prometeu libertá-lo se Sterns ajudasse a promovê-lo à presidência. Sam e Torres encontram Sterns e descobrem como ele usa a tecnologia e a música "Mr. Blue" para controlar mentes. Ele escapa enquanto eles lutam contra soldados com a mente controlada.
Bat-Seraph se junta a Sam e Torres, e eles se encontram com o amigo militar de Sam, Dennis Dunphy, que está com Coral sob custódia. Sam descobre o suficiente para deduzir o plano de Sterns para destruir a reputação de Ross. Sam, Torres e Bat-Seraph vão para a Ilha Celestial, onde Ross e o Primeiro-ministro do Japão estão correndo para reivindicar a propriedade do adamantium. Sterns controla as mentes de dois pilotos americanos que atacam a frota japonesa. Sam e Torres interceptam os aviões e convencem os japoneses a recuarem. Torres fica gravemente ferido na luta. Ross diz a Sam que ele está morrendo de insuficiência cardíaca e fez com que Sterns desenvolvesse pílulas que prolongaram sua vida; Ross se recusou a libertar Sterns por medo de que ele não fabricasse mais as pílulas, levando à raiva de Sterns e seu plano de vingança.
Sam é consolado por seu amigo Bucky Barnes. Sterns mata Dunphy, que descobriu que as pílulas adicionavam radiação gama ao corpo de Ross, e se entrega a Sam. Ross perde o controle de suas emoções durante uma entrevista coletiva e se transforma no Hulk Vermelho, destruindo parte da Casa Branca. Sam corre para impedir a destruição. Incapaz de vencer Ross, Sam tenta acalmá-lo, lembrando-o das visitas às árvores de cerejeiras de Washington, D.C., com sua filha ausente, Betty. Os dois lutam até ficarem exaustos e Ross volta ao normal. Mais tarde, Isaiah é exonerado, Sam convida Torres, em recuperação, para se juntar aos Vingadores e o tratado é ratificado. Ross pede demissão e é encarcerado na Balsa, onde Sam e Betty o visitam.
Em uma cena pós-créditos, Sterns preso avisa Sam sobre um ataque vindo de outros mundos.

## Elenco
- Anthony Mackie como Sam Wilson / Capitão América:
Um Vingador e ex-para-resgatador que foi treinado pelos militares em combate aéreo usando uma mochila de asas especialmente projetada.[8] O produtor Nate Moore disse que o Capitão América de Wilson era um azarão semelhante a Rocky Balboa da série de filmes do Rocky, porque ele não tinha as habilidades ou aliados do Capitão América anterior, Steve Rogers. Ele tem que ganhar o manto depois de reivindicá-lo sem apoio.[9] O diretor Julius Onah disse que o filme exploraria a jornada de Sam "se tornando o líder como Capitão América".[10] Mackie disse que Sam não seria um Capitão América crítico e tinha uma compreensão diferente do bem e do mal,[11] com foco na escuta, compaixão e aconselhamento.[12] Ele comparou seu desempenho a música de Tupac Shakur, "Hit 'Em Up" (1996).[13] Onah disse que a empatia era o "superpoder" de Wilson. Ele queria usar a inteligência emocional do personagem para ajudar a resolver a história do presidente Thaddeus Ross, para a qual Wilson tem que "ver além de seus próprios pontos cegos" em relação a Ross.[14][15] Já que Sam não é um super soldado, ele utiliza o escudo do Capitão América e seu traje voador—ambos feitos do metal fictício vibranium—para "nivelar o campo de jogo" nas lutas.[16] Para se preparar para as sequências de ação do filme, Mackie se concentrou em rotinas de ioga e pilates para melhorar sua flexibilidade e força central.[17]
- Danny Ramirez como Joaquin Torres / Falcão:
Um primeiro-tenente da Força Aérea dos EUA que trabalhou com Wilson no passado e assume o manto do Falcão.[18][19] Mackie disse que o relacionamento de Sam com Torres era uma amizade igual, em comparação com a admiração de Sam por Rogers e a antipatia por Bucky Barnes em projetos anteriores,[20] embora Torres considere Sam uma inspiração.[12] Mackie deu conselhos a Ramirez sobre como usar o traje do Falcão.[21] Ramirez comparou o trabalho no MCU à sua experiência de ingressar na franquia Top Gun, no filme Top Gun: Maverick (2022). O filme e sua estrela, Tom Cruise, inspiraram Ramirez a garantir que as cenas de voo do filme usassem as posições corporais e a física corretas.[22]
- Shira Haas como Ruth Bat-Seraph:
Uma ex-viúva negra israelense que atua como conselheira de segurança do presidente Thaddeus Ross.[23][24] Moore disse que a perspectiva da personagem sobre Ross a coloca em rota de colisão com Sam, e Onah a descreveu como uma "grande parte da tapeçaria" da história de suspense paranóico do filme.[23] Ela é vista brevemente vestindo um traje que lembra o traje branco e azul da personagem dos quadrinhos, mas está parcialmente escondido sob uma jaqueta.[25]
- Carl Lumbly como Isaiah Bradley:
Um veterano afro-americano da Guerra da Coreia e super soldado que foi preso e submetido a experimentos por 30 anos.[18] No filme, Samuel Sterns assume o controle da mente de Isaiah e o acusa de uma tentativa de assassinato do presidente Ross, levando à prisão de Isaiah. Isso dá início a uma exploração mais aprofundada das injustiças que Isaiah enfrentou em sua vida. Ele é libertado e exonerado no final do filme graças às ações de Sam.[26]
- Xosha Roquemore como Leila Taylor:
Uma agente do Serviço Secreto trabalhando para o presidente Ross, que tem uma história com Sam. Taylor é um interesse amoroso de Sam nos quadrinhos, mas o filme não indica nenhum interesse romântico entre os personagens.[6]
- Giancarlo Esposito como Seth Voelker / Coral:
O líder da Sociedade da Serpente, uma violenta equipe de operações especiais. Esposito descreveu Coral como um "durão" inteligente. Ele disse que a fisicalidade do papel diferenciou Voelker de seu personagem de Breaking Bad, Gus Fring, que também é um antagonista inteligente,[27][28][29] e ele estava animado para mostrar sua fisicalidade na tela. Esposito não usa um traje com tema de cobra no filme igual aos quadrinhos, mas queria incluir algumas referências ao traje dos quadrinhos, incluindo algumas das cores da versão dos quadrinhos em seu traje do filme. Os olhos de Esposito também foram alterados para azuis para combinar com a versão dos quadrinhos de Coral.[30] Onah e Esposito se inspiraram para criar Sidewinder na empresa militar privada Wagner Group, da vida real, e também em senhores da guerra da África que têm uma "aura poderosa que inspira o respeito e a lealdade de [seus] seguidores".[29]
- Liv Tyler como Betty Ross:
Uma bióloga celular e filha ausente de Thaddeus Ross que se ressente de seu pai por sua perseguição obsessiva por Bruce Banner / Hulk anos antes. Onah disse que foi "sem pensar" trazer Tyler de volta do filme The Incredible Hulk (2008), e ele disse que ela foi fundamental para o enredo do presidente Ross no filme. No corte final, Betty é frequentemente mencionada, mas ela só é ouvida em um telefonema e aparece brevemente na cena final.[31] Onah disse que eles consideraram incluí-la no início do filme, mas decidiram guardá-la para o final para ajudar a aumentar o desejo de Ross de se reconectar com Betty.[14]
- Tim Blake Nelson como Samuel Sterns:
Um biólogo celular que foi acidentalmente contaminado com o sangue de Bruce Banner durante os eventos de The Incredible Hulk, concedendo-lhe inteligência sobre-humana.[18][32] Nelson ficou feliz em retornar ao personagem após anos de decepção por uma sequência de The Incredible Hulk não ter sido produzida,[33] e ficou satisfeito com o que os roteiristas conceberam para o que Sterns vinha fazendo desde The Incredible Hulk,[34] com o personagem sendo preso e explorado por Thaddeus Ross.[6] Nelson disse que retratar o pathos e a raiva de Stern exigia que ele “crescesse” como ator.[35] A Blue Whale Studios criou os efeitos protéticos para a cabeça grande do personagem, exatamente como nos quadrinhos,[36] que Nelson havia solicitado para que a "deformação" fosse visível para ele e os outros atores vivenciarem no set.[37][35] Onah observou que o personagem tem aparências diferentes nos quadrinhos, com algumas sendo mais humanas e outras sendo "incrivelmente grotescas", e diversas versões foram exploradas para o filme.[29] A abordagem da Blue Whale Studios foi finalmente alterada antes das refilmagens do filme,[35] com a versão final inclinando-se para o lado grotesco com "partes de seu cérebro aparentemente explodindo de seu crânio", um olho brilhando em verde e o outro turvo e aparentemente cego;[29][38][39] Onah esperava que esse design ainda se encaixasse no tom realista do filme.[29] Efeitos visuais foram usados para aumentar a aparência do personagem.[14][29]
- Harrison Ford como Thaddeus "Thunderbolt" Ross / Hulk Vermelho:
O recém-eleito presidente dos Estados Unidos que quer trabalhar com o Capitão América.[40][20][41] Ross anteriormente foi general do Exército dos EUA e depois Secretário de Estado dos EUA .[42][43] Moore disse que haveria "algumas faíscas naturais" entre Wilson e Ross devido aos eventos de Captain America: Civil War (2016),[44] mas o produtor Kevin Feige disse que sua dinâmica mudou agora que eles são o Capitão América e o presidente, respectivamente.[42] Ford disse que as semelhanças entre Ross e quaisquer presidentes da vida real eram coincidências e que seu foco estava na história, personalidade e circunstâncias do personagem.[45] No filme, Ross quer "virar uma nova página" e se distanciar de seu passado mais emocional e volátil, na esperança de se reconectar com sua filha Betty. Sua regressão ao “cara que ele não quer mais ser” é representada pela transformação do personagem no monstruoso Hulk Vermelho;[46] que Ford interpreta através de captura de movimento.[47] Onah e Ford convenceram a Marvel Studios de que o Hulk Vermelho não deveria falar no filme, acreditando que isso prejudicaria o enredo emocional do personagem se o Hulk Vermelho fosse um "ser racional" em vez de uma "figura de raiva e fúria".[29] Ford substitui o ator William Hurt, que interpretou o personagem em filmes anteriores do UCM até sua morte em 2022.[43]

Além disso, Sebastian Stan reprisa seu papel como Bucky Barnes em uma partcipação especial. Bucky está em campanha para ser congressista, preparando seu papel para o filme Thunderbolts* (2025). Também aparecem Jóhannes Haukur Jóhannes como Copperhead, membro da Sociedade Serpente; William Mark McCullough como Dennis Dunphy, comandante militar dos EUA e aliado de Sam; e Takehiro Hira como o primeiro-ministro do Japão, Ozaki.

## Produção

### Desenvolvimento
O presidente da Marvel Studios, Kevin Feige, disse em outubro de 2015 que Captain America: Civil War (2016) foi a conclusão da trilogia do Capitão América, depois de Captain America: The First Avenger (2011) e Captain America: The Winter Soldier (2014), que estrelou Chris Evans como Steve Rogers. Civil War foi o último filme solo do Capitão América de Evans, mas ele estava aberto a estender seu contrato além de Avengers: Infinity War (2018) e Avengers: Endgame (2019). Em janeiro de 2021, Evans estava perto de assinar um acordo para reprisar o papel de Steve Rogers em pelo menos um projeto futuro. O envolvimento de Evans foi considerado semelhante a como Robert Downey Jr., estrela do Universo Cinematográfico Marvel (UCM), teve papéis coadjuvantes como Tony Stark em outras franquias de filmes, incluindo Civil War, após concluir a série de filmes do Homem de Ferro. Evans logo disse que o acordo era "novidade para [ele]".

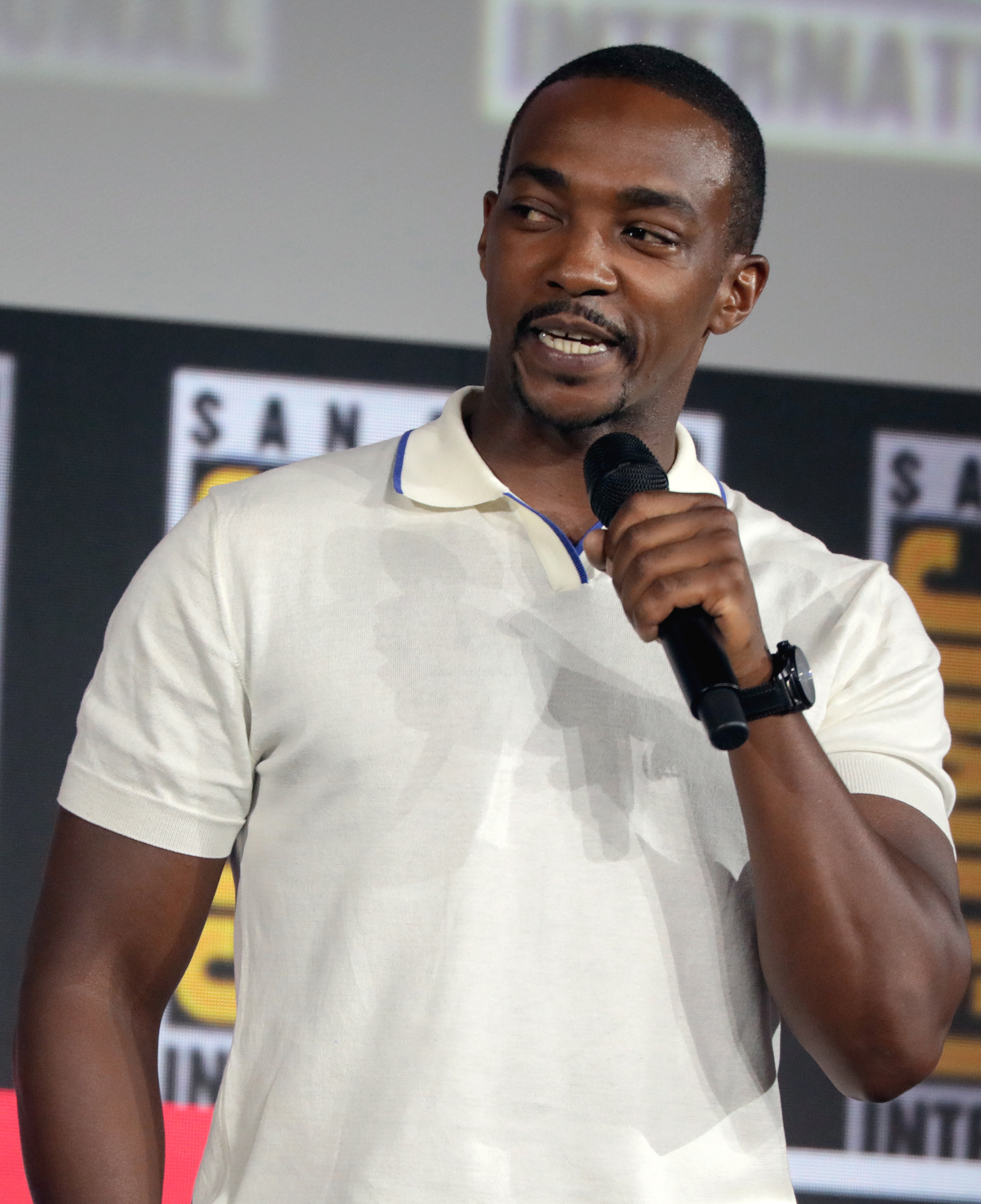
Anthony Mackie na San Diego Comic-Con 2019 anunciando a série The Falcon and the Winter Soldier (2021), em que seu personagem, Sam Wilson, aceita o manto do Capitão América; este filme é uma continuação da série estrelada por Mackie.

Em outubro de 2018, a Marvel Studios estava desenvolvendo uma série limitada para o Disney+ estrelando Sam Wilson / Falcão de Anthony Mackie e Bucky Barnes / Soldado Invernal de Sebastian Stan, dos filmes do UCM. Malcolm Spellman foi contratado como roteirista principal da série, que foi oficialmente anunciada como The Falcon and the Winter Soldier em abril de 2019. Depois que Rogers legou seu escudo e o manto de Capitão América para Sam em Endgame, a série mostra Sam aceitando o manto e aceitando as implicações disso como um homem negro. Antes da estreia da série, Mackie disse que não houve discussões sobre uma segunda temporada e que não tinha certeza de quando apareceria em um filme do UCM devido ao impacto da pandemia de COVID-19 nos cinemas. A diretora da série, Kari Skogland, também não tinha certeza se haveria uma segunda temporada, dizendo que havia dito o que queria com a primeira temporada, mas havia mais histórias e personagens para explorar se uma segunda fosse feita. O produtor executivo Nate Moore disse que a série explora tópicos “perenes” que se prestam a uma maior exploração e estabelece ideias para uma potencial segunda temporada. Feige disse que havia ideias para o que "outra" poderia ser se uma segunda temporada fosse feita, mas a Marvel pretendia que a série levasse a futuros filmes do UCM primeiro, como fizeram com outra série do Disney+, WandaVision (2021).
Depois que o episódio final de The Falcon and the Winter Soldier foi lançado em abril de 2021, Spellman e o roteirista da série, Dalan Musson, estavam escrevendo um quarto filme do Capitão América que continua a história de Sam. Era esperado que o retorno relatado de Evans como Rogers viesse em um projeto diferente. Mackie desconhecia quaisquer planos para um filme ou segunda temporada de The Falcon and the Winter Soldier, mas estava "animado para ver o que aconteceria", e disse que não tinha palavras para descrever a ideia de ser o personagem-título em um filme do UCM, especialmente como ator negro. Mackie negociou um acordo para estrelar o filme nos próximos meses, e assinou em agosto. Mais tarde, ele afirmou que estava animado para fazer uma segunda temporada de The Falcon and the Winter Soldier com Stan e sua co-estrela, Daniel Brühl — que interpreta Helmut Zemo — e ficou desapontado com a necessidade de estrelar seu próprio filme sem eles.

### Pré-produção
Julius Onah foi escolhido para dirigir o filme em julho de 2022, após várias reuniões com Moore e a coprodutora Kyana Davidson, nas quais discutiram personagem, temas e tom. Onah foi defendido por Feige e Mackie pela atriz Octavia Spencer, que estrelou seu filme Luce (2019); Spencer está incluída na seção de "agradecimentos especiais" dos créditos do filme. Os elementos-chave já estavam definidos quando Onah entrou. Ele disse que sempre seria "uma história de Sam Wilson", e que Sam não teria dúvidas sobre ser o Capitão América: "Essa questão foi resolvida. Sam é o nosso Capitão América agora". Os personagens Samuel Sterns e Thaddeus Ross, que foram apresentados pela primeira vez no filme The Incredible Hulk (2008), também deveriam aparecer. A inclusão de Sterns foi uma das razões pelas quais Onah se interessou pelo filme, sentindo que alguém que opera com o intelecto seria um bom adversário para Wilson. Onah foi atraído pelas relações entre Sam e Ross, e entre Sam e Joaquin Torres / Falcão, que foi apresentada em The Falcon and the Winter Soldier. À medida que Onah desenvolvia o filme com Spellman e Musson, eles também se aprofundaram na relação de Sam com outro personagem de The Falcon and the Winter Soldier, Isaiah Bradley. Onah sentiu que esses três relacionamentos eram essenciais para a jornada de Sam no filme, conectando-o ao seu passado e futuro. O neto de Isaiah, Eli, foi incluído nas primeiras versões do roteiro, mas foi removido devido ao grande número de personagens no filme e ao foco em outras relações. Onah disse que a combinação de Sam, Ross e Sterns levou organicamente ao tom de suspense do filme, com elementos de suspense paranoico, suspense político e suspense de ação. Foi descrito como mais realista do que alguns filmes recentes do MCU, mais próximo do tom de The Winter Soldier.
Os cineastas sempre tiveram a intenção de trazer Stan de volta para uma cena com Bucky e Sam juntos, mas isso foi mantido em segredo até o lançamento do filme. Onah disse que "não havia como divorciar completamente esses dois personagens um do outro" depois de The Falcon and the Winter Soldier. Vários momentos diferentes no filme foram considerados antes de chegarem a um momento em que Bucky fornece apoio emocional a Sam mais adiante no filme. Outro elemento planejado antes de Onah entrar foi a Sociedade da Serpente, um grupo de vilões dos quadrinhos com temática de cobras. Isso pagou uma piada que a Marvel fez anos antes ao anunciar o terceiro filme do Capitão América como Captain America: Serpent Society, antes de revelar seu verdadeiro subtítulo como Civil War. Moore reconheceu que a equipe pode parecer "pateta", mas ele os considerava parte dos "grupos de vilões do Hall da Fama de todos os tempos" do Capitão América e queria tratá-los com seriedade. Onah disse que o desafio no desenvolvimento do filme foi tentar encaixar os diferentes elementos no tom de suspense pretendido. Ele acrescentou que, apesar das conexões com The Incredible Hulk e The Falcon and the Winter Soldier, eles queriam que o filme funcionasse por si só. Mackie disse que os espectadores não precisam ver The Incredible Hulk para assistir ao filme, chamando-o de um "reset" do MCU que estabelece novos temas e antagonistas para o universo daqui para frente. Onah disse que era importante retornar a The Incredible Hulk como parte da história de Ross, mas ele queria que esses elementos fossem revelados pelo ponto de vista de Sam.
Mais tarde, em julho de 2022, na San Diego Comic-Con, o título do filme foi revelado como Captain America: New World Order junto com sua data de lançamento em 3 de maio de 2024, como parte da Fase Cinco do UCM. O subtítulo, que também é o nome do primeiro episódio de The Falcon and the Winter Soldier, ganhou atenção por seu uso na política, luta livre profissional e várias teorias da conspiração junto com a retórica anti-semita, e foi considerado uma escolha controversa. Vários membros do elenco foram anunciados na D23 Expo em setembro: Danny Ramirez como Joaquin Torres / Falcão e Carl Lumbly como Isaiah Bradley, ambos reprisando seus papéis de The Falcon and the Winter Soldier; Tim Blake Nelson como Samuel Sterns, de The Incredible Hulk; e a atriz israelense Shira Haas como a personagem dos quadrinhos, Sabra. Onah disse que as filmagens começariam no início de 2023.
O anúncio de que Sabra, super-heroína israelense dos quadrinhos, seria adaptada para o filme gerou críticas de pessoas que acreditavam que sua aparição levaria a representações estereotipadas negativas contra palestinos e árabes; nos quadrinhos, ela é membro do Mossad, e muitos dos personagens árabes com quem ela interage são retratados como misóginos, anti-semitas e violentos. O nome "Sabra" também tem significados diferentes para judeus israelenses e palestinos. A Campanha Palestina para o Boicote Acadêmico e Cultural a Israel criticou o uso da personagem e chamou a versão em quadrinhos de "valorização do Mossad" e o racismo palestino percebido de "repugnante". Yousef Munayyer, um escritor e analista palestino-americano, disse que os quadrinhos não sugerem "nada de positivo" sobre sua aparição no cinema, já que transformar espiões israelenses em heróis "é insensível e vergonhoso". Em resposta, a Marvel Studios disse que o filme estava adotando uma nova abordagem para a personagem, assim como outros personagens de quadrinhos foram reinventados para o público moderno quando trazidos para o MCU. Isso levou a algumas preocupações de que a Marvel estava "apagando" a origem israelense da personagem, o que o Comitê Judaico Americano (AJC) comparou a "tornar o Capitão América canadense". No filme, a personagem é uma ex-viúva negra e funcionária de alto escalão do governo dos EUA chamada Ruth Bat-Seraph. O nome Sabra não é usado, e ela também não é uma mutante ou agente do Mossad, mas a personagem é retratada como uma israelense de primeira geração, tem sotaque israelense, e Moore disse que ela tem a "atitude" e a "essência" da personagem dos quadrinhos. Ele reiterou que a história de fundo da personagem não foi alterada em resposta às preocupações do público, e explicou que usar o programa Viúva Negra para adaptar personagens que a Marvel Studios "não queria traduzir como um a um" dos quadrinhos foi uma ideia geral que surgiu durante a produção do filme Black Widow (2021). A inclusão da personagem gerou apelos para boicotar o filme, em parte devido à guerra Israel-Hamas; alguns apoiadores de Israel questionaram o fato de a personagem ser leal ao governo dos EUA, enquanto alguns que se opuseram a Israel protestaram contra o uso da personagem no filme devido à sua representação nos quadrinhos. Com a confirmação de que a personagem ainda seria retratada como israelense no filme, a AJC e a Liga Antidifamação (ADL) elogiaram a decisão.

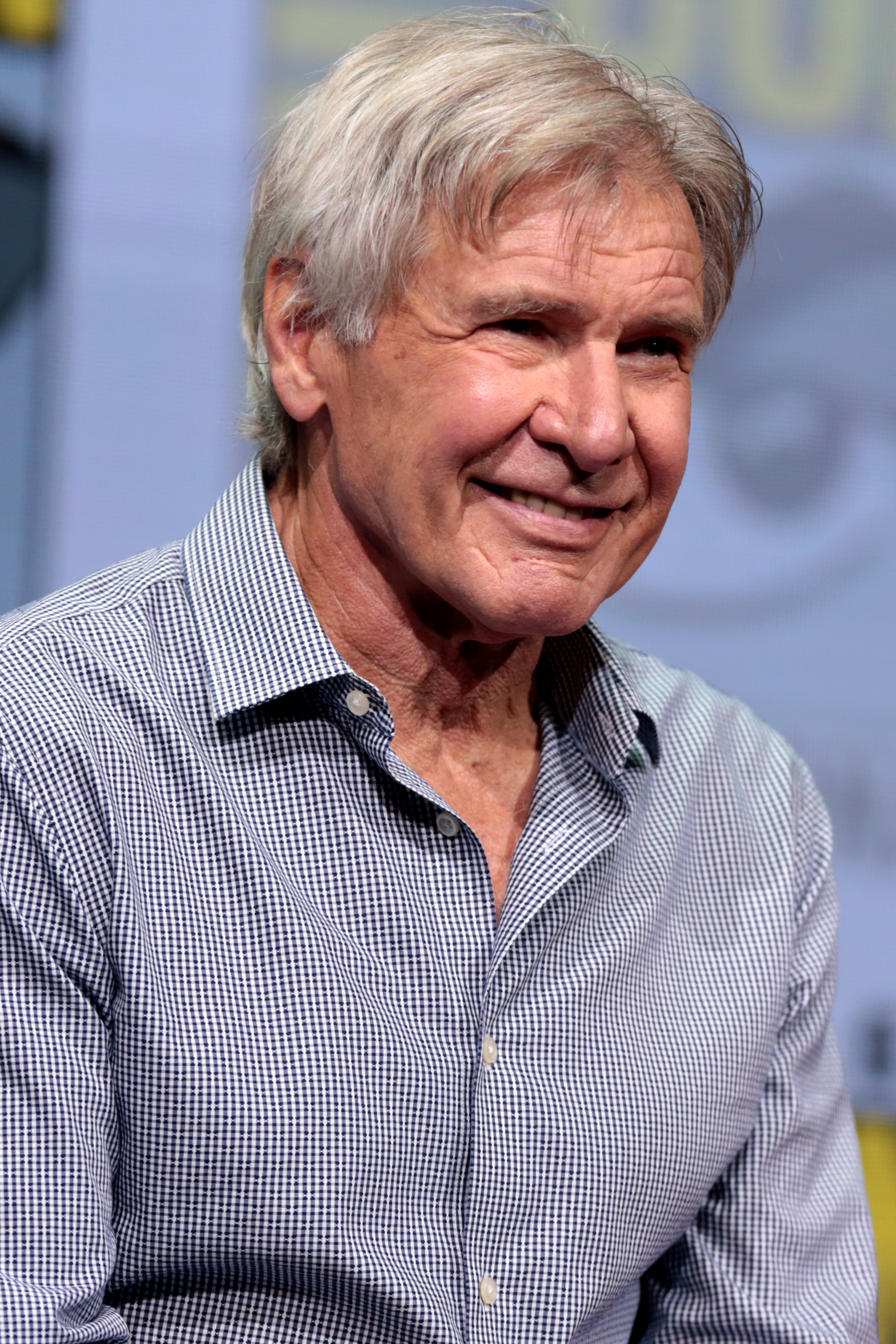
Harrison Ford interpreta o novo presidente dos EUA, Thaddeus Ross, no filme, substituindo William Hurt, que interpretou Ross no MCU até sua morte em março de 2022.

Em outubro de 2022, foi revelado que Moore estava produzindo New World Order ao lado de Feige. Harrison Ford foi escalado como Thaddeus "Thunderbolt" Ross naquele mês, substituindo William Hurt, que interpretou o personagem no MCU até sua morte em março de 2022. Foi relatado que Ford apareceria como Ross neste filme, assim como no filme seguinte, Thunderbolts* (2025). A Marvel Studios considerou mudar de rumo com o papel de Ross na história do filme após a morte de Hurt, acreditando que nenhum ator iria querer substituir Hurt. Durante esse tempo, Ford entrou em contato com Feige sobre a possibilidade de ingressar no MCU e concordou em assumir o papel sem ver um roteiro. Ford viu interpretar Ross como uma oportunidade de homenagear o que Hurt fez com o personagem e também continuar com um arco de personagem que ele gostou dos filmes anteriores. No filme, Ross se torna presidente dos Estados Unidos e acaba entrando em conflito com Sam em meio a uma conspiração global. Moore fez comparações com a história em quadrinhos de 2017, Secret Empire. Ele observou que Wilson usa uma fantasia com as cores da bandeira americana enquanto enfrenta o presidente, e disse que a história do filme era sobre "a noção de um cara que acredita em um ideal, percebendo que esse ideal nem sempre é sustentado pelos mesmos padrões por outras pessoas, e se sentindo realmente traído por onde o governo americano [foi]". Onah fez comparações com o filme Clear and Present Danger (1994), que apresenta uma conspiração semelhante envolvendo o presidente. Ele queria apresentar temas de aproximar as pessoas e focar em experiências compartilhadas, acreditando que estes eram fundamentais para o Capitão América e o personagem de Sam Wilson, que ele achava que tinha "ressonância política", mas era mais sobre humanidade do que política. A Marvel Studios apoiou isso, apesar de Feige ter brincado sobre Onah tentando “salvar a América” com o filme.
O trabalho de pré-produção no Trilith Studios em Atlanta, Geórgia, começou em 7 de novembro, antes do início planejado das filmagens em março de 2023. Onah orientou o diretor de fotografia Kramer Morgenthau, o designer de produção Ramsey Avery e a figurinista Gersha Phillips a serem específicos sobre como eles usariam a cor vermelha no filme, evitando-a em muitas cenas para tornar a aparição do Hulk Vermelho no final do filme mais impactante. Quando o vermelho é usado em cenas anteriores, é para significar "caos", enquanto os tons de azul representam "tranquilidade e uma sensação de que as coisas estão sob controle". Avery, que trabalhou nos filmes Guardians of the Galaxy Vol. 2 (2017) e Spider-Man: Homecoming (2017), reiterou que sua intenção era que o filme fosse mais baseado na realidade do que os filmes recentes do MCU. Ele disse que era importante para Onah e Feige que o filme parecesse se passar no "espaço atual... um mundo muito real e honesto". O traje do Capitão América de Mackie foi redesenhado a partir daquele visto em Falcão e o Soldado Invernal, que foi baseado no traje quase todo branco que Wilson é conhecido por usar como Capitão América nos quadrinhos. O novo traje de Brave New World é principalmente azul escuro, com detalhes em vermelho e branco, mais próximo dos trajes que Evans usou em The Winter Soldier e outros filmes. A máscara que Mackie usou em The Falcon and the Winter Soldier foi removida a seu pedido, já que ele não lidava bem com "o calor, o suor, os óculos embaçados" e disse que era seu "pior pesadelo". Ryan Meinerding, chefe de desenvolvimento visual da Marvel Studios, trabalhou no figurino.
Em janeiro de 2023, Xosha Roquemore se juntou ao elenco. Esperava-se que Mackie começasse a trabalhar em 1º de março de 2023. Em março, o Escritório de Televisão a Cabo, Cinema, Música e Entretenimento de Washington, D.C. disse que a Marvel Studios filmaria na cidade naquele mês de junho. Também no início de 2023, Onah entrou em contato com Liv Tyler para reprisar seu papel como a filha de Ross, Betty, de The Incredible Hulk; Foi confirmado que Tyler retornaria logo após o início das filmagens.

### Filmagens
As filmagens começaram em 21 de março de 2023, no Trilith Studios em Atlanta, Geórgia, com Kramer Morgenthau como diretor de fotografia. O filme foi feito sob o título provisório de Rochelle Rochelle, uma referência à série de televisão Seinfeld (1989–1998), que foi sugerido por Davidson. Morgenthau, que trabalhou no filme Thor: The Dark World (2013), disse que eles queriam homenagear os visuais de filmes de suspense dos anos 1970, como Klute (1971), The Day of the Jackal (1973), The Parallax View (1974) e All the President's Men (1976). Querendo obter uma aparência o mais próxima possível do filme fotográfico com câmeras digitais, eles testaram com lentes anamórficas vintage e criaram um conjunto de regras para movimento de câmera, cor, composição e textura. No início das filmagens, houve uma semana de cenas focadas nos personagens, com Mackie, Ramirez e Ford; A primeira cena de Ramirez foi o momento final do filme entre Sam e Torres. No final de março, foi revelado que Julia Louis-Dreyfus reprisaria seu papel no filme como Valentina Allegra de Fontaine.
 

Onah queria incluir ação no filme que fosse "fundamentada e tátil" e deu a Wilson coisas para fazer que não foram vistas em suas aparições anteriores. Enquanto Sam está no "pico do desempenho humano" e auxiliado pela tecnologia, Onah manteve em mente que o personagem não tem superpoderes. Não se esperava que o início da greve dos roteiristas dos Estados Unidos em maio de 2023 impactasse a produção do filme, com a Marvel Studios planejando filmar o que pudesse durante as filmagens e fazer os ajustes de roteiro necessários durante as refilmagens já programadas do filme. Mais tarde, em maio, fotos do set revelaram que Seth Rollins fazia parte do elenco e levaram à especulação de que ele estava interpretando um membro da Sociedade da Serpente. Em junho, foi anunciado que o filme havia sido renomeado para Captain America: Brave New World. Jeremy Mathai, do /Film, elogiou a mudança do subtítulo, dizendo que "apresenta uma perspectiva muito mais otimista [do que New World Order], dobrando como um comentário sobre o futuro do famoso super-herói no Universo Cinematográfico Marvel e como uma declaração sobre uma representação ultrapassada". A mudança também foi chamada de "decisão sábia" por Hilary Remley, do Collider, que observou que o título original poderia ter sido interpretado como tendo conotações anti-semitas. Moore explicou que a Marvel Studios sentiu que Brave New World era "realmente interessante, meio temperamental e assustadora" para uma legenda e não tinha a intenção de representar questões do mundo real. O estúdio decidiu mudar o título depois de receber feedback sobre como a frase "Nova Ordem Mundial" foi "cooptada no mundo real de uma forma que deixou as pessoas desconfortáveis". Na época, foi revelado que Onah co-escreveu o roteiro com Spellman. A data de lançamento ddo filme foi adiada para 26 de julho de 2024.

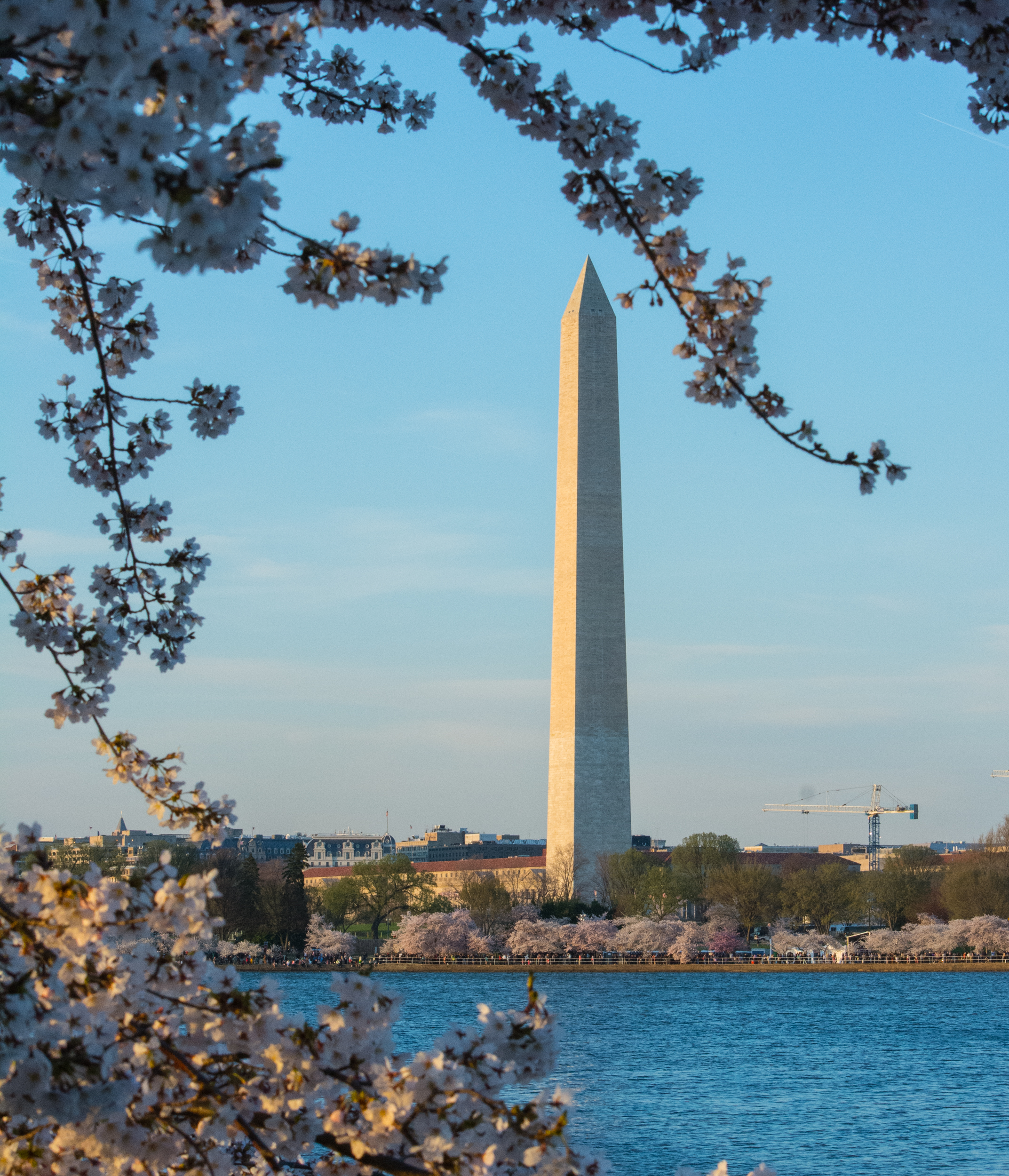
As filmagens em locações aconteceram em Washington, D.C., e as árvores de cerejeira da cidade são vistas ao longo do filme.

Onah disse que Washington, D.C., foi um local importante para o filme porque é onde Ross está baseado como presidente dos EUA, mas também porque é onde Wilson foi apresentado ao MCU pela primeira vez em The Winter Soldier, e é perto da casa de Isaiah em Baltimore, Maryland. As cerejeiras plantadas ao redor da cidade são apresentadas ao longo do filme, inclusive durante a luta de Sam com Ross no final do filme, após Ross se transformar no Hulk Vermelho. Onah disse que tinha lembranças vívidas das flores de cerejeira da época em que morou perto de D.C. em Arlington, Virgínia, quando criança, e para ele elas se alinhavam com os temas de empatia do filme, já que foram presentes do Japão para os EUA. Vários locais de D.C. foram recriados pela produção no Trilith Studios, incluindo o Salão Oval, o Jardim de Rosas da Casa Branca, o bunker da Casa Branca e Hains Point. As filmagens também ocorreram em uma réplica da Casa Branca no Tyler Perry Studios, também em Atlanta. Os locais recriados incluíam uma mistura de cerejeiras práticas e digitais. No final de junho, as filmagens mudaram para D.C. para uma semana de filmagens locais. Mackie disse que filmar em DC trouxe um "círculo completo" para sua experiência no MCU, com a produção ficando no mesmo hotel e filmando nas mesmas áreas que fizeram em seu primeiro filme do MCU, The Winter Soldier. As filmagens de Brave New World terminaram em 30 de junho.

### Pós-produção
Em outubro de 2023, foi relatado que Brave New World tinha potencial para voltar à data de lançamento de maio de 2024, ja que havia concluído as filmagens e estava em produção mais avançada do que Deadpool & Wolverine (2024), que havia assumido aquela data. No entanto, esta mudança foi considerada improvável, e o lançamento de Brave New World foi adiado para 14 de fevereiro de 2025, após a greve da SAG-AFTRA de 2023 terminar em novembro de 2023. O jornalista Jeff Sneider relatou que o filme não foi bem recebido em uma exibição de teste inicial, que três sequências principais estavam sendo cortadas e que extensas refilmagens foram programadas de janeiro de 2024 até maio ou junho. Em dezembro, Matthew Orton foi contratado para escrever material adicional para as refilmagens, que foram programadas para durar de fevereiro a maio de 2024. Orton trabalhou anteriormente como roteirista e produtor consultor na minissérie Moon Knight (2022), da Marvel Studios. No mesmo dia, foi revelado que Rosa Salazar foi escalada para o filme, e foi confirmada como Cascavel mais tarde, um membro da Sociedade da Serpente. Isso confirmou a especulação de que ela estava interpretando a personagem com base em sua aparência nas fotos do set.
 

Em fevereiro de 2024, Mark Ruffalo afirmou que estava reprisando seu papel como Bruce Banner / Hulk no filme. Adam B. Vary, da Variety, logo informou que Ruffalo não apareceria no filme, explicando que o ator havia se expressado mal quando perguntado sobre o filme e que pretendia apenas expressar entusiasmo por seu próximo lançamento. Vary observou que havia especulações contínuas sobre a possibilidade de Ruffalo aparecer no filme devido ao número de personagens de The Incredible Hulk já incluídos e à transformação de Ross em Hulk Vermelho. Onah disse que eles consideraram incluir Ruffalo, mas sentiram que isso prejudicaria a história de Sam.

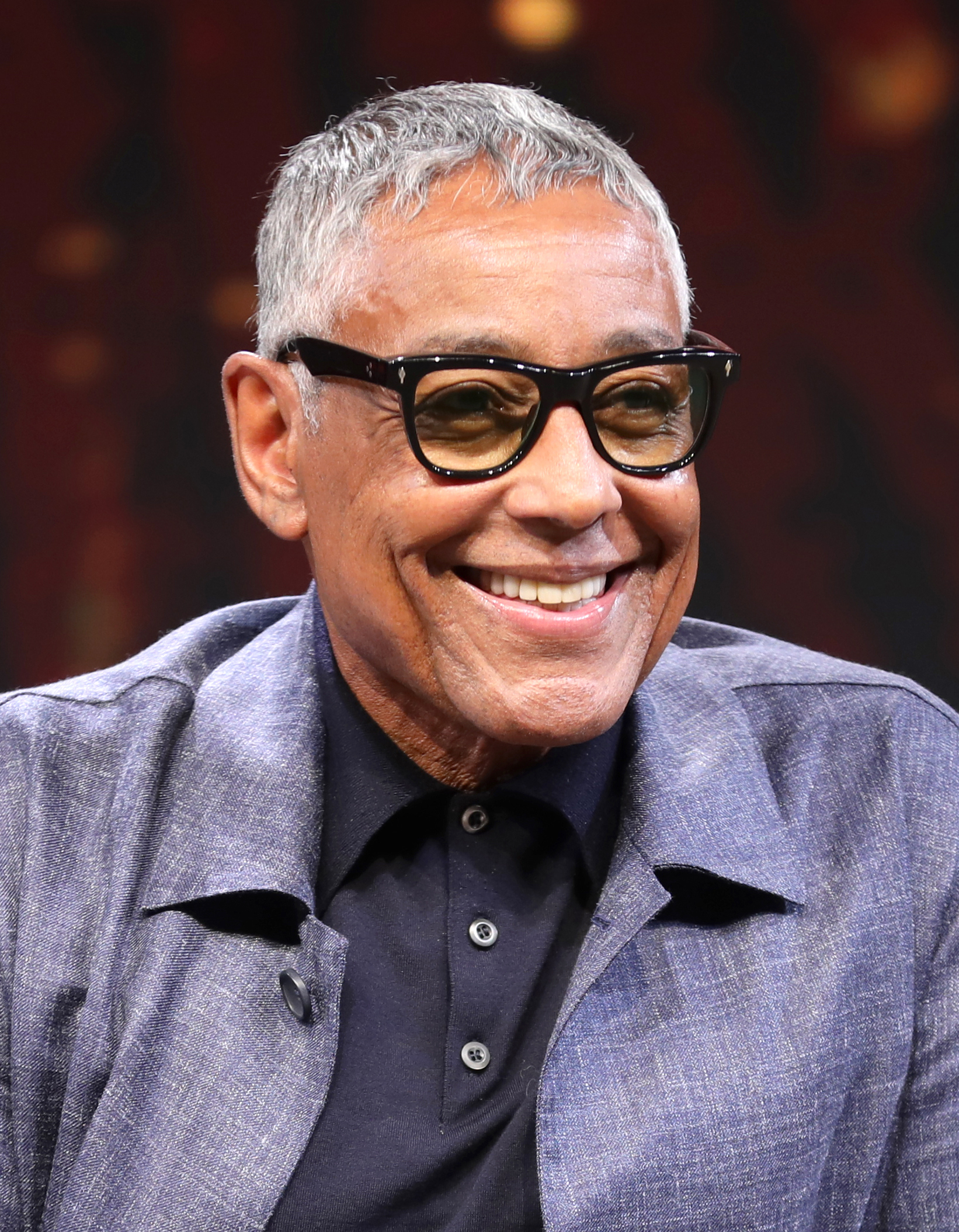
Giancarlo Esposito juntou-se ao filme como Coral, líder da Sociedade da Serpente, durante as refilmagens que começaram em maio de 2024. Sua escalação fez parte dos esforços para refinar o tom de suspense político do filme e também trazer mais seriedade à equipe da Sociedade da Serpente.

No mês seguinte, Giancarlo Esposito revelou que havia sido escalado para um papel no MCU e apareceria "mais cedo ou mais tarde", com seu personagem sendo provocado em um filme antes de um papel maior em uma série de televisão no MCU. Foi confirmado que ele apareceria em Brave New World no final do mês, como parte das refilmagens, que começaram naquela época em Atlanta e estavam programadas para durar 22 dias. Esperava-se que fossem menos extensas do que as refilmagens de Doctor Strange in the Multiverse of Madness (2022) e The Marvels (2023), concentrando-se, em parte, em novas sequências de ação e na integração de Esposito. Esperava-se também que Brave New World fosse muito mais barato que The Marvels, que custou mais de 300 milhões de dólares; o orçamento para Brave New World foi relatado em 180 milhões de dólares. Nelson retornou a Atlanta para refilmagens em junho, e disseram que refizeram grande parte de seu trabalho original. Mackie caracterizou as refilmagens como apenas a adição de algumas cenas adicionais para aprimorar o filme e disse que não houve "reestruturação ou refilmagem". Moore disse que as refilmagens se concentraram em criar o "tom perfeito de suspense político", e a escalação de Esposito fez parte disso. Ele acreditava que o ator tornou o filme mais pé no chão, apesar de seu material "elevado", semelhante ao seu papel na série de televisão The Mandalorian (2019–2023). Ford e Takehiro Hira também participaram das refilmagens. A cena pós-créditos do filme, na qual Sam é avisado sobre ameaças vindouras do multiverso, foi filmada durante as refilmagens. Onah explicou que eles esperaram até que os roteiros dos próximos filmes do MCU fossem retomados após a greve dos roteiristas antes de determinarem um gancho apropriado para projetos futuros.
Em julho de 2024, Esposito anunciou que interpretaria Seth Voelker / Coral, líder da Sociedade da Serpente, e disse que retornaria para refilmagens adicionais em meados de novembro. Moore disse originalmente a Esposito que interpretaria o Rei Cobra, e o ator gostou da ideia de um homem afro-americano ser chamado de "Rei", mas os cineastas decidiram que ele interpretaria Coral, em parte porque Coral é o fundador da Sociedade da Serpente nos quadrinhos. Algumas das características dos quadrinhos do Rei Cobra foram dadas a Coral para o filme. Os restos de Tiamut—o Celestial cujo surgimento na Terra foi interrompido pelos Eternos no filme Eternals (2021)—foram revelados como o foco da história do filme, permitindo a introdução do metal fictício Adamantium no MCU. Moore disse que a Marvel Studios estava esperando para abordar os restos mortais de Tiamut em uma história que pudesse fazer o “melhor uso” deles. Onah disse que os filmes do Capitão América já foram usados para estabelecer aspectos do MCU, e eles acharam interessante introduzir o adamantium como uma "bola de futebol geopolítica". O filme originalmente terminava com uma cena de ação climática nos restos mortais de Tiamut, chamada de "Ilha Celestial", mas isso foi refeito. Um combate aéreo perto da ilha envolvendo vários países também foi simplificado para apresentar apenas os Estados Unidos e o Japão. Onah originalmente filmou a sequência em um estilo inspirado em suspense, como outras cenas, mas eles acharam que a ação precisava de mais movimento de câmera e intensidade. Em dezembro, Jóhannes Haukur Jóhannesson foi revelado como parte do elenco, quando a Marvel creditou a história do filme a Spellman & Musson e Edwards, com o roteiro creditado a Onah & Peter Glanz e Orton. Os créditos finais do roteiro do filme foram revelados no mês seguinte: Edwards recebeu crédito de roteiro junto com as equipes de roteiristas de Spellman & Musson e Onah & Glanz, com a história creditada a Edwards, Spellman e Musson. Material literário adicional de fora foi atribuído a Michael Kastelein, Jeph Loeb, Orton e Zeb Wells.
Rollins afirmou em janeiro de 2025 que não apareceria mais no filme após as reescritas e refilmagens. As cenas de Salazar como Cascavel também foram cortadas. Onah disse que o filme estava "mudando de direção" com sua representação da Sociedade da Serpente e eles sentiram que esse aspecto precisava ser "refinado" para se alinhar melhor ao tom de suspense do filme. Ele disse que eles decidiram se afastar das versões mais cômicas dos membros da Sociedade da Serpente retratados por Rollins e Salazar, e as datas de refilmagem do filme também coincidiram com um projeto diferente no qual Salazar estava trabalhando. Ambos os atores foram substituídos por Esposito, que tem o mesmo propósito na história do filme, mas com um tom mais realista. Onah sentiu que a inclusão de Esposito era "óbvia" quando ele estivesse disponível, e pensou que o ator trouxe o nível certo de seriedade ao filme e à equipe da Sociedade da Serpente, que é chamada apenas de "Serpente" no filme. Jóhannesson interpreta Copperhead, outro membro do grupo, ao lado de Esposito. Moore comparou o grupo, descrita como uma "equipe violenta de operações especiais", à versão mais fundamentada do personagem dos quadrinhos Batroc, o Saltador, apresentado em The Winter Soldier, interpretado por Georges St. Pierre. Onah disse que o papel de Esposito no filme foi um “ótimo cenário” para futuras aparições da Sociedade da Serpente no MCU. Abordando o interesse público nas mudanças feitas no filme durante as refilmagens, Onah disse que elas eram uma parte natural do desenvolvimento do filme e rejeitou as especulações que surgiram de vazamentos e relatórios que, segundo ele, eram imprecisos. Um exemplo disso foi a especulação de que Ross originalmente deveria morrer no filme, com base em fotos do set e imagens do trailer inicial mostrando uma cena de funeral que foi cortada do filme. Onah disse que "nunca houve uma versão em que ele morreu explicitamente", mas houve versões do filme em que seu destino foi deixado desconhecido do público. Onah acrescentou que o Hulk Vermelho é um "personagem favorito dos fãs" dos quadrinhos e disse que "não é muito fácil para um Hulk perecer".
Matthew Schmidt e Madeleine Gavin são os editores; Schmidt trabalhou anteriormente em The Winter Soldier e Civil War. Brave New World é o primeiro filme do MCU a não apresentar um logotipo animado de abertura do Marvel Studios, apresentando, em vez disso, o logotipo do estúdio em "preto e branco prático" sem uma trilha musical tradicional. Bill Westenhofer foi o supervisor de efeitos visuais inicial do filme, mas deixou o projeto para trabalhar no filme Moana (2026) e foi substituído por Alessandro Ongaro. Os efeitos visuais são fornecidos por Wētā FX, Digital Domain, UPP, OPSIS e Outpost VFX. A Digital Domain trabalhou na sequência da Ilha Celestial. O mesmo modelo digital do Tiamut de Eternals foi usado, mas eles "o reduziram um pouco". A Wētā FX desenvolveu o Hulk Vermelho com Ryan Meinerding, chefe de desenvolvimento visual da Marvel Studios. O supervisor de efeitos visuais de Wētā, Dan Cox, disse que explorou vários aspectos de design dos quadrinhos e não queria que o personagem parecesse apenas uma versão do Hulk com cor diferente. Eles esperavam torná-lo mais intimidante que o Hulk, com uma postura mais ereta e atlética. Onah queria que o personagem parecesse mais tático e metódico devido à formação militar de Ross, e referenciou um urso para as poses em que o personagem está de quatro. As características faciais de Ford foram incorporadas ao design com base em escaners de seu rosto. O confronto climático entre Hulk Vermelho e Capitão América em Washington, D.C. tem mais de 300 tomadas de efeitos visuais. Ford e um dublê fizeram a captura de movimentos do personagem. Ongaro disse que a transformação de Ross em Hulk Vermelho foi originalmente concebida para parecer mais "nojenta". Você podia ver a pele da mão dele se rasgando e quebrando, os ossos estourando", mas eles decidiram recuar nesse aspecto. Eles também planejaram mostrar a transição completa do Hulk Vermelho de volta para Ross, mas Onah sentiu que isso quebrava a "tranquilidade" do momento e, em vez disso, escolheu focar em sua sombra durante a transição. Sobre Sterns, que também tem um visual monstruoso, Onah disse que eles sempre pretenderam usar efeitos visuais para aumentar os efeitos práticos usados no set. Ele observou que o personagem tem aparências diferentes nos quadrinhos, com algumas sendo mais humanas e outras sendo "incrivelmente grotescas", e diversas versões foram exploradas para o filme. A versão final pende para o lado grotesco, mas Onah esperava que ainda se encaixasse no tom realista do filme. Ongaro disse que os efeitos práticos de Sterns foram substituídos por uma "abordagem totalmente [gerada por computador]", da Luma.

## Trilha sonora
Laura Karpman foi anunciada como compositora do filme em agosto de 2024. Karpman compôs anteriormente as trilha para as séries What If...? (2021–presente) e Ms. Marvel (2022), e para o filme The Marvels (2023). Karpman escreveu um novo tema heróico que representa Sam, Torres e Isaiah, e um tema de piano inspirado em Aaron Copland para Ross. Este último evolui para uma "coisa monstruosa de Godzilla" quando Ross se transforma em Hulk Vermelho. Os aspectos de suspense do filme são pontuados por "músicas de conspiração", que Karpman comparou à franquia Mission: Impossible. Ela também incluiu uma referência sutil à "Marcha do Capitão América", de Alan Silvestri, dos filmes anteriores. Nora Kroll-Rosenbaum, que trabalhou com Karpman em What If...?, também compôs a trilha do filme. Um álbum de trilha sonora com suas músicas será lançado pela Hollywood Records e Marvel Music em 12 de fevereiro de 2025. Naquela época, Mackie disse que a "música-título" do filme havia sido fornecida por Kendrick Lamar, o que foi interpretado como se Lamar tivesse escrito uma nova música para o filme. No entanto, é sua música "i" de 2014 que é tocada nos créditos finais do filme. Além disso, a canção "Mr. Blue", de 1959, do the Fleetwoods, é ouvida ao longo do filme como um gatilho para os personagens serem controlados mentalmente por Sterns. Esta é uma referência ao seu apelido de "Mr. Blue" em The Incredible Hulk.

## Marketing
Feige e Mackie revelaram as primeiras imagens do filme na CinemaCon em abril de 2024. No mês seguinte, o McDonald's começou a vender o McLanche Feliz com brinquedos baseados em personagens do filme, incluindo Hulk Vermelho e Cascavel. Stephanie Kaloi, do TheWrap, observou que a aparição desses personagens no filme não havia sido confirmada pela Marvel naquele momento e a revelação antecipada foi provavelmente devido ao atraso no lançamento do filme, mas a parceria de marketing com o McDonald's não foi adiada. Mais imagens foram exibidas no CineEurope em junho provocando a lista de cinema da Disney.
Um trailer lançado em 12 de julho de 2024 atraiu comparações com o tom de Captain America: The Winter Soldier, com Jennifer Ouellette, da Ars Technica, descrevendo-o como "filme meio super-herói, meio thriller político". A aparição do Hulk Vermelho no trailer foi amplamente discutida principalmente a ambigüidade de quem se tornaria o personagem, com Adam Chitwood, do TheWrap, questionando se, os fortes rumores de que "óbvia[mente]" era Thaddeus Ross, seria uma pista falsa. Charles Pulliam-Moore, do The Verge, acreditava que o filme continuaria o "novo normal" estabelecido em The Falcon and the Winter Soldier, mas se perguntou se o filme sendo uma continuação dessa série seria "um pouco demais para pedir ao público" para seguir. Por outro lado, Sandy Schaefer e Chris Evangelista, do /Film, não acreditavam que o filme dependeria muito da série para ter seu maior apelo de público. Eles chamaram o trailer de "muito bom", levando em consideração o conhecimento de que o filme havia concluído recentemente suas refilmagens, observando que continha em grande parte momentos de ação em vez de detalhes da trama. Os comentaristas também notaram a revelação de que os restos mortais de Tiamut seriam apresentados no filme, após o surgimento ter sido amplamente ignorado dentro dos projetos lançados do MCU desde Eternals. Michael McWhertor, da Polygon, explicou que o trailer mostra os Estados Unidos e outros países, como o Japão, reunidos em uma Cúpula de Unidade Global para discutir o corpo do Celestial. A cúpula usa um logotipo que é uma versão estilizada da mão de Tiamut. Mais tarde, em julho, a Marvel lançou uma versão atualizada do trailer para distribuição nos cinemas que removia a tentativa de assassinato de Isaiah Bradley contra Thaddeus Ross. Isto ocorreu após a tentativa de assassinato de Donald Trump na Pensilvânia naquele mês.
Também em julho de 2024, Feige e membros do elenco promoveram o filme na San Diego Comic-Con em julho de 2024, onde mais cenas do filme foram exibidas, o papel de Esposito foi anunciado e Ford foi confirmado como Hulk Vermelho. Imagens semelhantes também foram mostradas na D23 Expo 2024. Após vazamentos online das imagens da San Diego Comic-Con e D23, a Marvel lançou uma olhar oficial do Hulk Vermelho em seu vídeo comemorando o 85º aniversário da empresa. O trailer completo do filme estreou na D23 Brasil em novembro e foi divulgado online. Após as provocações com o Hulk Vermelho em imagens lançadas anteriormente, o trailer mostra a transformação de Ross no Hulk Vermelho e cenas do personagem lutando contra Sam. Vários comentaristas notaram o estilo único do trailer, apresentando "linhas pretas assustadoras", capturas de tela dividida e um efeito de texto tremeluzente. As comparações foram feitas com filmes antigos de suspense político, como The Candidate (1972), The Day of the Jackal (1973), The Parallax View (1974), All the President's Men (1976), JFK (1991) e The Constant Gardener (2005). Jordan King, da Empire, questionou se Brave New World estaria à altura dessas comparações, mas disse que era um sinal promissor de que o filme estava "procurando se colocar em conversa" com os filmes antigos.
A Marvel Studios fez parceria com a campanha promocional "Collateral Stains", da Tide, para lançar uma série de comerciais do filme em janeiro de 2025. Eles apresentam Gregg Turkington reprisando seu papel de Dale, gerente da loja Baskin-Robbins, dos filmes Ant-Man (2015) e Ant-Man and the Wasp: Quantumania (2023). Nas três semanas que antecederam a estreia do filme, a Disney estaria fazendo seu “último e maior esforço de marketing”. Em um evento de imprensa na Itália no final de janeiro, Mackie disse que o Capitão América representava valores como “honra, dignidade e integridade” e não a própria América. Ele recebeu reação de alguns comentaristas online que rotularam o filme de “antiamericano” e woke. Mackie logo acrescentou: "Sou um americano orgulhoso e assumir o escudo de um herói como Cap é a honra de uma vida... Cap tem características universais com as quais pessoas de todo o mundo podem se identificar". James Hibberd, do The Hollywood Reporter, disse que Evans fez declarações semelhantes ao interpretar o personagem e os atores provavelmente foram orientados pela Marvel para se concentrar nas "qualidades universais" do Capitão América para evitar qualquer conotação chauvinista durante a promoção internacional. Hibberd também discutiu outras controvérsias do filme — semelhanças entre Thaddeus Ross e o recém-reeleito presidente, Donald Trump, o subtítulo original de New World Order, opiniões opostas sobre a inclusão e representação de Ruth Bat-Seraph e críticas "feias" relacionadas a Mackie ser negro — mas disse que isso não parece ter impactado o desempenho de bilheteria do filme com base nas projeções iniciais. Coincidindo com o lançamento do filme em fevereiro, a arte conceitual de Meinderding do traje do Capitão América e o design do Hulk Vermelho foram usados como capas variantes para Sam Wilson, Captain America #2 e Red Hulk #1, da Marvel Comics.

## Lançamento

### Cinema

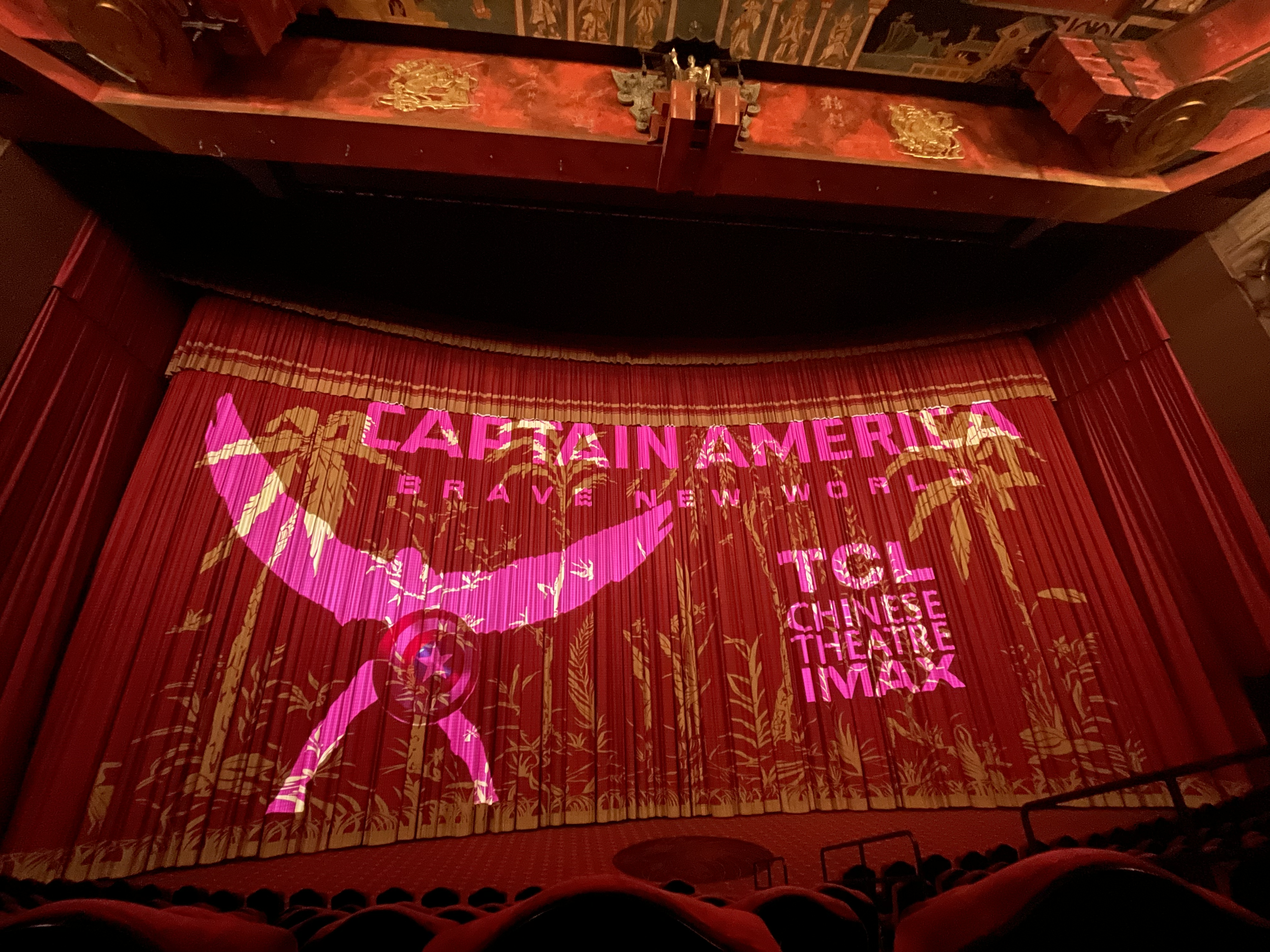
Uma exibição de Captain America: Brave New World no TCL Chinese Theatre em Hollywood.

Captain America: Brave New World estreou em 11 de fevereiro de 2025, no TCL Chinese Theatre em Los Angeles, Califórnia, e foi lançado nos Estados Unidos em 14 de fevereiro, em IMAX. Foi originalmente programado para ser lançado em 3 de maio de 2024, e depois 26 de julho, antes de ser adiado para a data de lançamento de fevereiro de 2025, após a greve da SAG-AFTRA de 2023. Faz parte da Fase Cinco do UCM.

### Home video
Captain America: Brave New World foi lançado para download digital em 15 de abril de 2025 e será lançado em Ultra HD Blu-ray, Blu-ray e DVD em 13 de maio. Os comunicados de imprensa locais incluem cenas deletadas, erros de gravações e featurettes. Captain America: Brave New World foi lançado no Disney+ em 28 de maio.
O filme liderou a parada digital Fandango at Home na semana que terminou em 20 de abril, que classifica os títulos com base na receita de aluguel e vendas digitais premium. Também garantiu a segunda posição nas paradas digitais da Amazon Prime Video em 22 de abril. Mais tarde, o filme ficou em segundo lugar no Top 10 de títulos do Fandango at Home na semana que terminou em 27 de abril, antes de passar para o terceiro lugar na semana que terminou em 4 de maio. Captain America: Brave New World estreou em segundo lugar na parada oficial de filmes na semana que terminou em 23 de abril. Posteriormente, o filme ficou em terceiro lugar na parada oficial de filmes na semana que terminou em 30 de abril.

## Recepção

### Bilheteria
Até 10 de maio de 2025, Captain America: Brave New World arrecadou 200,5 milhões de dólares nos Estados Unidos e Canadá, e 214,6 milhões de dólares em outros territórios, totalizando 415,1 milhões de dólares em todo o mundo. O Deadline Hollywood informou que o filme precisava arrecadar 425 milhões de dólares em todo o mundo para atingir o ponto de equilíbrio, levando em conta o orçamento de produção relatado de 180 milhões, de dólares bem como os custos de marketing.
Nos Estados Unidos e no Canadá, o filme foi lançado junto com Paddington in Peru e está projetado para arrecadar entre 80–94 milhões de dólares em 4.105 cinemas em seu fim de semana de estreia de quatro dias. O serviço de rastreamento Quorum relatou estimativas iniciais de bilheteria para o filme em meados de janeiro de 2025, projetando que ele arrecadaria de 86 a 95 milhões de dólares durante seu fim de semana de estreia e mais de 100 milhões de dólares durante o fim de semana de quatro dias, do Dia dos Namorados ao Dia dos Presidentes. Isso seria semelhante ao fim de semana de abertura de 95 milhões de dólares de The Winter Soldier em 2014. Pesquisas adicionais, relatados no final de janeiro, indicaram da mesma forma uma abertura de pelo menos 90 milhões de dólares. O filme arrecadou 40 milhões de dólares na estréia, incluindo cerca de 12 milhões de dólares nas pré-estréias de quinta-feira. Ele estreou com  88,5 milhões de dólares e um total de 100 milhões de dólares no período de quatro dias, liderando as bilheterias. Em seu segundo final de semana, arrecadou 28,2 milhões de dólares, uma queda de 68%, que foi a terceira pior para o MCU, depois de The Marvels (−78%) e Ant-Man and the Wasp: Quantumania (−70%). O filme arrecadou 14,9 milhões de dólares em seu terceiro final de semana, permanecendo no topo das bilheterias, antes de ser destronado em seu quarto final de semana pelo estreante Mickey 17.
Fora dos Estados Unidos e Canadá, o filme arrecadou 92,4 milhões de dólares em 52 mercados estrangeiros em seu fim de semana de estreia. Os cinco principais mercados internacionais foram China (10,5 milhões de dólares), Reino Unido (8,5 milhões de dólares), México (6,6 milhões de dólares), Coréia (5,6 milhões de dólares) e França (4,7 milhões de dólares).

### Crítica
No agregador de críticas Rotten Tomatoes, 51% dos 167 críticos deram a Brave New World uma crítica positiva e uma classificação média de 5,4/10. O consenso dos críticos diz: "Anthony Mackie habilmente assume o manto e o escudo do Cap, mas Brave New World é muito rotineiro e de easter eggs desinteressantes para parecer uma aventura autônoma digna para este novo líder dos Vingadores". O site também informou que as primeiras avaliações foram mistas e que os críticos acharam o filme "um pouco sério demais sem ter um impacto político real, mas oferece ação emocionante o suficiente e performances sólidas". O Metacritic resumiu a resposta crítica como "mista ou média", com base em uma pontuação média ponderada de 42 em 100 de 53 críticos. O público pesquisado pelo CinemaScore deu ao filme uma nota média de "B–" em uma escala de A+ a F, a nota mais baixa para um filme do MCU, e o PostTrak relatou uma classificação média de 3 em 5 estrelas.
O assunto político foi objeto de comentários críticos. O The Hollywood Reporter invocou que a cena em que Ross se transformou no Hulk Vermelho e causou estragos em Washington DC parecia uma fantasia do presidente dos EUA no mundo real, Donald Trump; O IndieWire escreveu de acordo com o paralelo MAGA entre Ross e Trump, sendo ambos velhos rudes elevados a cargos com base na promessa de facilitar a unidade com base em lidar com uma ameaça "alienígena". O The Independent disse que embora Ross / Hulk Vermelho pudesse ser interpretado como um pastiche de Trump, isso era improvável, já que o filme se recusou a estabelecer uma posição política, com subtramas relacionadas à política permanecendo subutilizadas. David Fear, da Rolling Stone, brincou que Ross era "de alguma forma ainda apenas o segundo comandante-chefe mais destrutivo e cheio de raiva a ocupar o cargo", e a redatora da Entertainment Weekly, Maureen Lee Lenker, brincou que "a parte mais inacreditável é um presidente dos EUA com empatia, um senso de responsabilidade por suas ações e uma capacidade de mudança". O The New York Times escreveu que "os únicos fragmentos de intriga política tangível encontrados" foram involuntários ou provenientes de alusões a assuntos anteriores em Falcon and the Winter Soldier.
A caracterização e a narrativa foram criticadas. O Screen Rant disse que o único propósito da mudança do traje de Sam de branco para azul era vender mais brinquedos, apontando isso como um exemplo de filme apresentando elementos sem "reflexo" nem preocupação em aprofundar sua história ou personagens; O The New York Times também escreveu que se tratava do gênero de "comercial de bonecos de ação". O Vulture escreveu que o filme marcou a transformação da Marvel em uma "gigante máquina de lixo", opinando que a tentativa do filme de criar sinceridade parecia falsa e que as piadas para cortar isso eram "fracassadas", enquanto o The Hollywood Reporter concordou que o humor era "muito escasso" e que faltava o carisma "confiável" de Mackie. O TheWrap escreveu que o filme não era original e sem profundidade emocional, mesmo nos "poucos" momentos em que Sam fez uma conexão emocional com o filme, já que esses momentos apenas "repetiram" a trama de Falcon and the Winter Soldier "brevemente" e sem impacto. Ele disse que a "recusa firme doe Brave New World em se envolver com suas próprias ideias, seja por design artístico ou por mandato corporativo, cheira a timidez". O RogerEbert.com escreveu que Sam foi transformado no Negro Mágico e que "em um esforço para acalmar a raiva e a mágoa da América branca", o filme "também pede a seu herói que sorria e sapateie figurativamente fora da tela".
Aidan Kelly, do Collider, disse que o diálogo foi um dos piores presentes em todo o MCU e criticou o tédio de Sam, Coral e Bat-Seraph, embora tenha elogiado a empatia de Ford. Eles apontaram a natureza não coesa do filme, mencionando as refilmagens que o filme sofreu como resultado disso. Concordando sobre o tema Ford, a Entertainment Weekly disse que Ford era a atração principal, elogiando sua seriedade e "brilho nos olhos e um calor alegre". O The Independent chamou o desenvolvimento do personagem de "uma reflexão tardia", sentindo que Mackie tinha "pouco com que brincar" emocionalmente, e criticou seu rebaixamento a "uma máquina de socos funcional e suavemente heróica", apesar de seu talento como ator. Kyle Smith, do The Wall Street Journal, disse que o filme é "executado com competência, sem recorrer a truques encenados, como pular pelo multiverso", acrescentando que ele "dá ao público muitas analogias para problemas do mundo real". Ele também escreveu que o MCU "se baseia em The Manchurian Candidate para produzir um de seus melhores filmes recentes", enquanto Katie Walsh, do Los Angeles Times, descreveu o filme como "um thriller político decente com algo culturalmente ressonante a dizer que excede meros detalhes de histórias em quadrinhos".
Os críticos ficaram polarizados sobre o visual. Para o The New York Post, a cena da luta na Casa Branca tinha uma animação "tão barata e cafona" que não pôde ser levada a sério, e que a revelação do Líder causou "gargalhadas" por causa da maquiagem e das próteses ruins. O Collider escreveu que o CGI do filme era pior do que The Incredible Hulk (2008), lançado quase duas décadas antes, e concluiu que não era convincente. Bilge Ebiri, do Vulture, escreveu que "as sequências com muitos efeitos visuais são tão sem vida e cansativas que senti meus olhos se fecharem algumas vezes". RogerEbert.com e Screen Rant elogiaram o VFX do Hulk Vermelho, embora o Screen Rant achasse que as flores de cerejeira eram "uma bagunça de tela verde". O The New York Times escreveu que os visuais eram "berrantes" e "descuidados", enquanto o TheWrap chamou os visuais de "monótonos" e inacabados, criticando as asas CGI de Wilson como uma "prova de conceito que não prova nada"; eles escreveram que o filme parecia "tão limpo que parece completamente falso". O The Hollywood Reporter escreveu que o CGI era "desanimador" e em outros momentos ainda pior, mas divertiu-se ao reconhecer as características de Ford no Hulk Vermelho. Richard Roeper, do Chicago Sun-Times, deu ao filme 3 de 4 estrelas e chamou-o de "um trabalho muito melhor do que os erros recentes [do MCU]".

## Futuro
Em janeiro de 2025, Mackie disse que queria continuar interpretando Sam Wilson por cerca de 10 anos. Ele estava esperançoso em fazer outro filme do Capitão América depois de seus papéis nos próximos dois filmes dos Vingadores, Avengers: Doomsday (2026) e Avengers: Secret Wars (2027).